# Rourea neglecta
Rourea neglecta é uma espécie  de planta com flor pertencente à família Connaraceae.
A autoridade científica da espécie é G.Schellenb., tendo sido publicada em Das Pflanzenreich IV. 127(Heft 103): 289. 1938.

## Brasil
Esta espécie  é nativa e não endémica do Brasil, podendo ser encontrada na Região Norte. Em termos fitogeográficos pode ser encontrada no domínio da Amazônia.
Ocorre um táxons infra-específicos no Brasil:
- Rourea neglecta var. neglecta